# Nimoreni
Nimoreni è un comune della Moldavia situato nel distretto di Ialoveni.
Secondo il censimento del 2004 vi abitano circa 2 300 persone, ma molte di queste, specialmente giovani, sono emigrati verso paesi come Italia, Russia, Spagna, Portogallo, Regno Unito, Francia e USA.
Il comune dispone di una scuola media: ''Gimnaziul Gurie Grosu'', di una scuola d'infanzia: ''Butucel'', di una biblioteca locale, di una farmacia e una chiesa ortodossa. Inoltre possiamo trovare vari negozi di alimentare, una grande distilleria di liquori, una ferramenta, e due stadi di calcio.
Il territorio è ricco di boschi, terreni coltivati, e vari laghetti. E ha un vantaggio, a livello economico e sociale, in quanto è molto vicino a Chișinău, soltanto 18 km circa.
La strada principale del comune è collegata alla superstrada Leușeni-Chișinău ( parte di E581), chiamata volgarmente ''Poltava'' sin dal periodo sovietico, che favorisce i trasporti con la capitale.
La popolazione locale è molto socievole e accogliente, ha un consiglio giovanile molto attivo che crea iniziative ecologiche e culturali.

## Sport
Nimoreni è sede del Fotbal Club Noroc Nimoreni, società di calcio femminile fondata nel 2008 e, grazie ai due titoli nazionali e le due coppe conquistate nella sua storia, è tra i più titolati club che partecipano al campionato moldavo. Quest'anno la squadra si è qualificata all'UEFA Women's Champions League.